# Radoslav Rochallyi

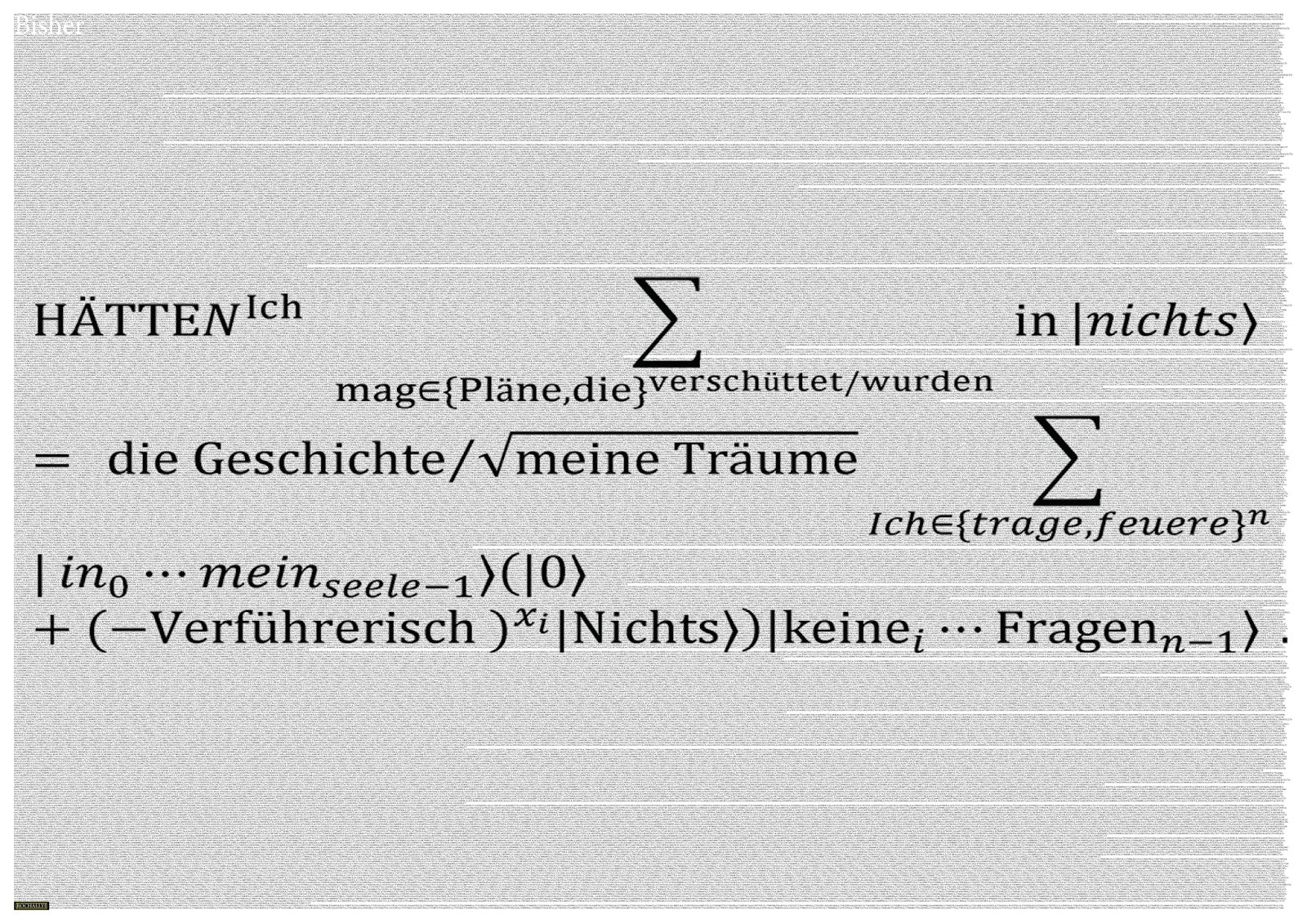
Sample of DNA Equation poetry, 2019, Poem title: Bisher

Radoslav Rochallyi (Bardejov, 1 de maio de 1980) é um escritor, filósofo e poeta  eslovaco.

## Biografia
Radoslav Rochallyi nasceu em Bardejov, localizado na região de Prešov do que é hoje a Eslováquia.
Rochallyi nasceu em Bardejov, Tchecoslováquia em uma família com raízes Lemko e húngaras. O Autor formou-se em Administração na London International Graduate School e possui um certificado em Belas Artes, que recebeu no Pratt Institute. Ele também estudou filosofia e matemática (álgebra linear). Ele é um membro da Mensa. Rochallyi publicou a partir de 16 anos em vários periódicos. Ele é o autor de sete livros. Ele estreou com a coleção de poesia Panoptikum: Haikai no renga (2004), escrita em haiku japonês. De acordo com Jan Balaz, a poesia de Radoslav Rochally é caracterizada pelo uso de um verso livre, que dá ao autor a necessária liberdade e objetividade para reter a natureza específica do testemunho sem embelezamentos.
Segundo Lenka Vrebl, a percepção de Radoslav Rochallyi não é lúdica, é séria, direta e focada. Em "Golden Divine", ele atinge o auge de experimentar formas de versos e poesia como um todo. Nesta coleção, ele tentou vincular a poesia com Fi (φ) e, portanto, o número 1,618034 em forma não-gráfica e com uma seção áurea em sua forma gráfica.
Segundo Maria Varga, o livro Mythra Invictus, com o subtítulo Destino do Homem, é um poema filosófico, indicando que um escritor deve se libertar da terra, ser ele mesmo, aproveitar ao máximo seu potencial criativo humano, ser mais do que humano - para ser um homem novo, um homem futuro.
A poesia baseada no número de ouro - "Golden Ratio Poetry" - foi trazida à atenção do público por R. Rochallyi em 12 de janeiro de 2015.
No ano de 2018, ele conquistou o segundo e o terceiro lugar no concurso eslovaco "Price reader 2018", da Associação de escritores eslovacos, para a coleção de poesia  Panoptikum  e para o livro prosaico  Letter to a son .
Segundo Maria Varga, o livro "Mythra Invictus", com o subtítulo Destino do Homem, é um poema filosófico, indicando que um escritor deve se afastar da terra, ser ele mesmo, aproveitar ao máximo seu potencial criativo humano, ser mais do que humano - ser um homem novo, um homem futuro. Mythra Invictus recebeu uma recepção positiva,

A poesia baseada no número de ouro - "Golden Ratio Poetry" - foi trazida à atenção do público por R. Rochallyi em 12 de janeiro de 2015.
Rochallyi tem uma estreita relação com a matemática. No ensaio filosófico Mythra Invictus, ele escreveu: "A matemática requer um princípio ativo, e é no entendimento matemático do mundo que você pode se aproximar da perfeição."
Na coleção DNA-Canvases of Poetry, ele usa equações matemáticas para expressar sua poesia.
Além de seu livro, equações poéticas também foram publicadas em antologias,
, e revistas,
De acordo com a revisora Andrea Schmidt, Rochally pode encontrar uma relação tolerável entre o formalismo matemático e a liberdade. Schmidt argumenta que sua poesia é uma crítica da semântica e da linguagem como tal. Para ela, a coleção PUNCH pode ser considerada uma das obras mais importantes da poesia experimental da última década.

## Obras

### Poesia
- 2004 – Panoptikum: Haikai no renga. [em eslovaco]. ISBN 978-1981294893.
- 2014 - Yehidah. [em eslovaco] 2014. 67 p. ISBN 978-1523354542.
- 2015 - Golden Divine. [em eslovaco] Brno: Tribun EU, 2015. 34 s. ISBN 978-80-263-0877-5.
- 2015 - Blood. [in Slovak]2015. 43 s. ISBN 978-80-972031-7-7.
- 2016 - Torwalden. [em eslovaco] 2016. ISBN 978-1534848702.
- 2018 - Mechanics of everyday life. [em eslovaco] 2018. ISBN 978-80-8202-030-7.
- 2018 - Arété.[em eslovaco] 2018. ISBN 978-80-8202-041-3
- 2019 – DNA: Canvases of Poetry [em inglês], ISBN 978-80-973501-2-3.
- 2019 – DNA: Leinwänden der Poesie [em alemão], ISBN 978-80-973501-1-6.
- 2020 – PUNCH [em inglês],  ISBN 9788097373702.
- 2021 – # mathaeata [em inglês],  ISBN 9788097373719.
- 2022 – Rovnicová poézia/ Poesia Equacional. [in Slovak] Bratislava: Drewo a srd, 96 p.ISBN 978-80-89550-80-7

### Prosa
- 2017 – A Letter for a son.Brno: Tribun EU, 2017. 49 s. ISBN 978-80-263-1195-9.
- 2019 – Mythra Invictus, ISBN 978-80-8202-085-7.
- 2020 - ESSE - Frases sobre moralidade e poder, ISBN 978-80-9735-013-0.